# Mojiceja Podgoršek
Mojiceja Podgoršek, slovenska pisateljica, * 22. junij 1964, Ljubljana.

## Življenjepis
Pisateljica živi v Selu pri Ihanu (občina Domžale). Preden se je zaposlila kot bibliotekarka in učiteljica na OŠ Jurija Vege v Moravčah, se je ukvarjala z novinarskim delom. Diplomirala je na Fakulteti za družbene vede v Ljubljani s področja kulturologije in uspešno zagovarjala magisterij na Filozofski fakulteti s področja bibliotekarstva, informacijske znanosti in knjigarstva. V letu 2009 je vpisala doktorski študij na Pedagoški fakulteti s področja raziskovanja ljudskih in umetnih pravljic.

## Delo
Mojiceja Podgoršek piše kratke zgodbe, pravljice, basni in romane za najstnike. Veliko pozornost posveča zgodbam za otroke s posebnimi potrebami, predvsem za otroke z motnjo branja in pisanja – disleksijo. Napisala je prvo slovensko slikanico Medo reši vsako zmedo, ki je popolnoma prilagojena otrokom z disleksijo. Slikanica je bila leta 2008 nominirana za "Izvirno slovensko slikanico".  Piše tudi zgodbe za revije ter objavlja strokovne članke. V letu 2010 je bila po številu izposojenih knjig v splošnih knjižnicah na 7. mestu med slovenskimi pesniki in pisatelji.
S svojimi zgodbami je najmlajšim približala tudi znamenite Slovence: Jurija Vego z zgodbo O pastirčku, ki je znal računati; Primoža Trubarja  - O mlinarju, ki je za knjigo mlin prodal, Daneta Zajca - O dečku z rumenim mačkom in Franceta Prešerna - O dečku, ki je pisal pesmi. Njena dvojezična zgodba (v slovenskem in romskem jeziku) z naslovom O dečku, ki se je bal vode pa govori o romski problematiki.

### Romani
- Hinkovi skrivni zapisi, 2000 (COBISS)
- Marušin dnevnik, 2006 (COBISS)

### Slikanice
- Maša obišče šolsko knjižnico, 2003 (COBISS)
- O levčku, ki ni hotel v šolo, 2003 (COBISS)
- Potovanje v pravljično deželo, 2003 (COBISS)
- Nenavadno potovanje po svetu, 2004 (COBISS)
- Zgodba o neki zgodbi, 2004 (COBISS)
- ABCD uganke, 2005 (COBISS)
- Nezadovoljna žlica, 2005 (COBISS)
- O volku, ki je iskal pravljico, 2005 (COBISS)
- Prepir med metlo in sesalcem, 2005 (COBISS)
- Kokoške in velikonočna jajca, 2006 (COBISS)
- O pametni goski, 2006 (COBISS)
- Pajek Feliks in muha Enodnevnica, 2006 (COBISS)
- Podgana Pregnana na obisku, 2006 (COBISS)
- Polž v solati, 2006 (COBISS)
- Volk z rolerji, 2006 (COBISS)
- Ko Energija občuduje Veselje, Red potrebuje Optimizem, 2007 (COBISS)
- Ko se kokoška zaljubi v petelina, 2007 (COBISS)
- Ljubezen v Zajčji dobravi, 2007 (COBISS)
- Medo reši vsako zmedo, 2007 (COBISS)
- Mimi je drugačna, 2007 (COBISS)
- Moja mamica, 2007 (COBISS)
- Moja sestra Žana, 2007  (COBISS)
- O pastirčku, ki je znal računati, 2007 (COBISS)
- O polžu, ki je zajcu rešil življenje, 2007 (COBISS)
- Črviva zgodba, 2008 (COBISS)
- Kako je nastala mavrica?, 2008(COBISS)
- Krava Lizika dobi novo prijateljico, 2008 (COBISS)
- Najlepše darilo za rojstni dan, 2008 (COBISS)
- O dečku, ki se je bal vode, 2008 (COBISS)
- O deklici z najlepšimi sanjami, 2008 (COBISS)
- O lisici, ki ni bila dovolj zvita, 2008 (COBISS)
- O mlinarju, ki je za knjigo mlin prodal, 2008 (COBISS)
- Pokakana zgodbica, 2008 (COBISS)
- Zgodba o volku in lisici, 2008 (COBISS)
- Žana gre prvič v šolo, 2008 (COBISS)
- Do jutri je še daleč, 2009 (COBISS)
- Lep je, 2009 (COBISS)
- O dečku, ki je pisal pesmi, 2009 (COBISS)
- O dečku z rumenim mačkom, 2009 (COBISS)
- O dveh račkah, 2009 (COBISS)
- O polžu, ki je kupoval novo hiško, 2009 (COBISS)
- O prelepi deželi, 2009 (COBISS)
- O štirih prijateljih, 2009 (COBISS)
- Pet živalskih, 2009 (COBISS)
- Zgodba o gmajnicah, 2009 (COBISS)
- Čarovnica Uršula, 2010 (COBISS)
- Eko zmajček, 2010 (COBISS)
- Formula 1 in policaj Mataj, 2010 (COBISS)
- Medvedek Maks, 2010 (COBISS)
- Rezika ukani drvarja, 2010 (COBISS)
- Škratja šola, 2010 (COBISS)
- Tina in Tine, 2010 (COBISS)
- Kaja zna računati, 2011 (COBISS)
- Kmet in trije peki, 2011 (COBISS)
- Naj sneži!, 2011 (COBISS)
- O lačni lisici, 2011 (COBISS)
- O petelinu, ki je hotel znesti jajce, 2011 (COBISS)

### Priročniki
- O knjigi, knjižnici in še kaj, 2003 (COBISS)
- Imam problem, h komu naj grem, 2004 (COBISS)
- Jaz in moja knjiga, 2003, 2005 (COBISS)
- Berem, da osvojim svet', 2006 (COBISS)

### Strokovne in znanstvene monografije
- Motivacija in uporaba storitev šolske knjižnice, 2009 (COBISS)

### Zborniki
- Iz šole v svet: zbornik ob 40-letnici Osnovne šole Jurija Vege v Moravčah, 2007 (COBISS)

### Enciklopedije
- Ali veš? Zabavno preizkušanje znanja, 2008 (COBISS)

### Recepti
- Sladko, najslajše: recepti iz šolske zbornice, 2008 (COBISS)

### Kvizi
- Kviz o Juriju Vegi (COBISS)

### Zgoščenke
- Potovanje v pravljično deželo, 2003 (COBISS)
- Pajek Feliks in muha Enodnevnica, 2007 (COBISS)
- Pravljična dežela, 2007 (COBISS)

## Nagrade
- Nagrada Kalanovega sklada (2007-2009) za objavljene strokovne in znanstvene prispevke.
- Nominacija za izvirno slovensko slikanico (2008) Medo reši vsako zmedo